# Massimiliano Scaglia
Massimiliano Scaglia (Torino, 21 maggio 1977) è un dirigente sportivo ed ex calciatore italiano, di ruolo difensore e centrocampista,  direttore sportivo del settore giovanile della Juventus.

## Carriera

### Giocatore

#### Club
Cresciuto nel Lascaris, si trasferisce all'Alessandria nel 1995. Complessivamente con la maglia dei grigi disputa 56 gare in Serie C1 realizzando un gol e 100 gare in Serie C2 realizzando 8 reti.
Nel 2002 va all'Ancona, dove rimane fino al gennaio 2003, contribuendo nel girone di andata alle vittorie della squadra dorica allenata da Luigi Simoni, promossa in Serie A alla fine di quella stagione. Il girone di ritorno lo disputa con la maglia viola della Florentia Viola, nata dalle ceneri della Fiorentina e poi ridenominata subito con l'antico nome della formazione gigliata una volta in Serie B. Sotto la guida di Alberto Cavasin, gioca 12 partite segnando una rete.
L'anno successivo la Fiorentina viene ripescata in Serie B, giocando di più dopo l'arrivo di Emiliano Mondonico subentrato nel frattempo a Cavasin. 
Al termine della stagione passa al Bari. Con la società del presidente Vincenzo Matarrese disputa tre campionati, superando le cento partite in Serie B.
Nell'estate del 2007 passa al Treviso, con un contratto triennale.
Nell'agosto 2009 passa al Gallipoli neopromosso in Serie B.
A seguito del fallimento del Gallipoli è passato all'Hellas Verona, squadra con la quale ottiene la sesta promozione in carriera e contribuendo al ritorno degli scaligeri in Serie B e sfiorando la doppia promozione in serie A perdendo i play off.
Il 21 luglio 2012 la società scaligera comunica di aver ceduto Scaglia, a titolo definitivo, alla Pro Vercelli. A 37 anni compiuti conquista a sua settima promozione personale giocando 33 partite su 35 e contribuendo al ritorno in serie B. Il 28 febbraio 2015 scendendo in campo nella partita Pro Vercelli - Carpi disputa la sua 500ª partita di campionato da professionista. Il 22 maggio 2015, un giorno dopo aver compiuto 38 anni, festeggia la salvezza in serie B con la Pro Vercelli.
Il 25 gennaio 2016 annuncia l'addio al calcio giocato con 579 partite disputate da professionista.
In carriera ha ottenuto in totale sette promozioni: una con il Lascaris (dalla Prima Categoria alla Promozione), due con la Fiorentina (dalla Serie C2 alla C1, e dalla Serie B alla A), una a testa con il Verona (dalla C1 alla B), l'Ancona (dalla B alla A), l'Alessandria (dalla C2 alla C1) e una con la Pro Vercelli (dalla C1 alla B.

#### Selezione padana
Nell'estate del 2008 ha partecipato nelle file della selezione di calcio della Padania all'edizione 2008 della Viva World Cup, vinta dalla stessa selezione padana.

### Dirigente
Il 25 gennaio 2016, annuncia la sua nomina a responsabile del settore giovanile della Pro Vercelli. Nel settembre 2016 si diploma al corso per l’abilitazione a Direttore sportivo indetto dal settore tecnico F.I.G.C. Il 29 giugno 2017 lascia la società piemontese per approdare alla Juventus in qualità di direttore sportivo responsabile del settore Giovanile.

## Statistiche

### Presenze e reti nei club
| Stagione            | Squadra             | Campionato          | Campionato | Campionato | Coppe nazionali | Coppe nazionali | Coppe nazionali | Coppe continentali | Coppe continentali | Coppe continentali | Altre coppe | Altre coppe | Altre coppe | Totale | Totale |
| Stagione            | Squadra             | Camp                | Pres       | Reti       | Camp            | Pres            | Reti            | Camp               | Pres               | Reti               | Camp        | Pres        | Reti        | Pres   | Reti   |
| ------------------- | ------------------- | ------------------- | ---------- | ---------- | --------------- | --------------- | --------------- | ------------------ | ------------------ | ------------------ | ----------- | ----------- | ----------- | ------ | ------ |
| 1996-1997           | Alessandria         | C1                  | 11         | 0          | CI-C            | 3               | 0               | -                  | -                  | -                  | -           | -           | -           | 14     | 0      |
| 1997-1998           | Alessandria         | C1                  | 14+1       | 0          | CI-C            | 6               | 0               | -                  | -                  | -                  | -           | -           | -           | 21     | 0      |
| 1998-1999           | Alessandria         | C2                  | 33         | 1          | CI-C            | 4               | 0               | -                  | -                  | -                  | -           | -           | -           | 37     | 1      |
| 1999-2000           | Alessandria         | C2                  | 33+3       | 1          | CI-C            | 4               | 0               | -                  | -                  | -                  | -           | -           | -           | 40     | 1      |
| 2000-2001           | Alessandria         | C1                  | 31         | 1          | CI-C            | 4               | 3               | -                  | -                  | -                  | -           | -           | -           | 35     | 4      |
| 2001-2002           | Alessandria         | C2                  | 33+2       | 5          | CI-C            | 3               | 0               | -                  | -                  | -                  | -           | -           | -           | 38     | 5      |
| Totale Alessandria  | Totale Alessandria  | Totale Alessandria  | 155+6      | 8          |                 | 24              | 3               |                    | -                  | -                  |             | -           | -           | 185    | 11     |
| 2002-gen. 2003      | Ancona              | B                   | 3          | 0          | CI              | 2               | 0               | -                  | -                  | -                  | -           | -           | -           | 5      | 0      |
| gen.-giu. 2003      | Fiorentina          | C2                  | 12         | 1          | CI-C            | -               | -               | -                  | -                  | -                  | -           | -           | -           | 12     | 1      |
| 2003-2004           | Fiorentina          | B                   | 20+2       | 0          | CI-C            | 0               | 0               | -                  | -                  | -                  | -           | -           | -           | 22     | 0      |
| Totale Fiorentina   | Totale Fiorentina   | Totale Fiorentina   | 32+2       | 1          |                 | 0               | 0               |                    | -                  | -                  |             | -           | -           | 34     | 1      |
| 2004-2005           | Bari                | B                   | 30         | 2          | CI              | 0               | 0               | -                  | -                  | -                  | -           | -           | -           | 30     | 2      |
| 2005-2006           | Bari                | B                   | 12         | 0          | CI              | 0               | 0               | -                  | -                  | -                  | -           | -           | -           | 12     | 0      |
| 2006-2007           | Bari                | B                   | 35         | 3          | CI              | 1               | 0               | -                  | -                  | -                  | -           | -           | -           | 36     | 3      |
| Totale Bari         | Totale Bari         | Totale Bari         | 77         | 5          |                 | 1               | 0               |                    | -                  | -                  |             | -           | -           | 78     | 5      |
| 2007-2008           | Treviso             | B                   | 36         | 0          | CI              | 2               | 1               | -                  | -                  | -                  | -           | -           | -           | 38     | 1      |
| 2008-2009           | Treviso             | B                   | 20         | 4          | CI              | 1               | 0               | -                  | -                  | -                  | -           | -           | -           | 21     | 4      |
| Totale Treviso      | Totale Treviso      | Totale Treviso      | 56         | 4          |                 | 3               | 1               |                    | -                  | -                  |             | -           | -           | 59     | 5      |
| 2009-2010           | Gallipoli           | B                   | 36         | 5          | CI              | 0               | 0               | -                  | -                  | -                  | -           | -           | -           | 36     | 5      |
| 2010-2011           | Verona              | 1D                  | 29+4       | 0          | CI+CI-LP        | 2+0             | 0               | -                  | -                  | -                  | -           | -           | -           | 36     | 0      |
| 2011-2012           | Verona              | B                   | 30+2       | 1          | CI              | 1               | 0               | -                  | -                  | -                  | -           | -           | -           | 33     | 1      |
| Totale Verona       | Totale Verona       | Totale Verona       | 59+6       | 1          |                 | 3               | 0               |                    | -                  | -                  |             | -           | -           | 68     | 1      |
| 2012-2013           | Pro Vercelli        | B                   | 31         | 4          | CI              | 1               | 0               | -                  | -                  | -                  | -           | -           | -           | 32     | 4      |
| 2013-2014           | Pro Vercelli        | 1D                  | 29+4       | 1          | CI+CI-LP        | 1+0             | 0               | -                  | -                  | -                  | -           | -           | -           | 34     | 1      |
| 2014-2015           | Pro Vercelli        | B                   | 35         | 0          | CI              | 1               | 0               | -                  | -                  | -                  | -           | -           | -           | 36     | 0      |
| 2015-2016           | Pro Vercelli        | B                   | 11         | 0          | CI              | 1               | 0               | -                  | -                  | -                  | -           | -           | -           | 12     | 0      |
| Totale Pro Vercelli | Totale Pro Vercelli | Totale Pro Vercelli | 106+4      | 5          |                 | 4               | 0               |                    | -                  | -                  |             | -           | -           | 114    | 5      |
| Totale carriera     | Totale carriera     | Totale carriera     | 524+18     | 29         |                 | 37              | 4               |                    | -                  | -                  |             | -           | -           | 579    | 33     |

## Palmarès

### Club

#### Campionati vinti
1 Campionato di Prima Categoria
- Lascaris 1993-1994

4 Campionati serie C / Lega Pro
- Florentia Viola: 2002-2003
- Alessandria Calcio 1999-2000
- Hellas Verona 2010-2011
- Pro Vercelli 2013-2014

2 Campionati di Serie B
- Ancona Calcio 2002-2003
- ACF Fiorentina 2003-2004

### Selezione padana
- Coppa del mondo VIVA: 1

2008